# Останній танець (фільм, 1996)
«Останній танець» («Last Dance») — американська кінодрама 1996 року, знята режисером Брюсом Бересфордом, з Шерон Стоун і Робом Морроу у головних ролях.

## Сюжет
Сінді Ліггетт — вбивця, засуджена до страти. Але її молодий адвокат із комісії з помилування Рік Хейс намагається врятувати від виконання вироку. Між адвокатом та ув'язненою зав'язуються близькі стосунки. Це перша справа Хейса, юнака з багатої сім'ї, який довгий час подорожував по всьому світу після закінчення інституту. На новій роботі всі ставляться до нього як до пустощі долі, але бачачи його бажання довести свою професійну придатність, дають йому цю безнадійну справу для перевірки, і вона стає для нього надзвичайно принциповою. Молода людина уважно її вивчає, зустрічається з родичами та знайомими загиблих та ув'язненої, обминає пороги всіх інстанцій, добираючись до самих верхів і намагаючись довести, що за 12 років з моменту скоєння злочину Сінді стала іншою людиною, й домогтися перегляду вироку та його заміни на довічне ув'язнення. Але скрізь на нього чекає стіна нерозуміння. Родичі загиблих не готові пробачити навіть через довгі роки після злочину, чиновникам те, що відбувається не дуже цікаво.

## У ролях
- Шерон Стоун — Сінді Ліггетт
- Роб Морроу — Рік Хейс
- Ренді Квейд — Сем Бернс
- Пітер Галлахер — Джон Хейс
- Джейн Брук — Джилл
- Джек Томпсон — губернатор
- Памела Тайсон — Лінда
- Скіт Ульріх — Біллі
- Дон Харві — Даг
- Даяна Селлерс — Реджі
- Патриція Френч — Френсіс
- Дейв Хейгер — детектив Волло
- Крістін Кеттелл — Луїза
- Пег Аллен — Хелен
- Даяна Тейлор — Етта
- Джон Каннінгем — Вільям Макгір
- Ральф Вілкокс — Райс
- Кен Дженкінс — Леверті
- Елізабет Оміламі — офіцер Малкей
- Чарльз Даттон — Джон Генрі Різ

## Знімальна група
- Режисер — Брюс Бересфорд
- Продюсери — Стівен Хафт, Чак Біндер
- Сценаристи — Стівен Хафт, Рон Кослоу
- Оператор — Пітер Джеймс
- Художник — Джон Стоддарт
- Композитор — Марк Айшем